# Kamila Lićwinko
Kamila Lićwinko, född Stepaniuk 22 mars 1986 i Bielsk Podlaski, är en polsk friidrottare specialiserad på höjdhopp.

## Biografi
Lićwinko – som då hette Stepaniuk i efternamn – började redan i yngre tonåren träna höjdhopp för Eugeniusz Bedeniczuk, olympisk finalist i tresteg 1992 i Barcelona, innan hon som 15-åring flyttade till den större staden Białystok för att komma vidare med sin idrott.
Hennes första internationella framgång kom vid Europamästerskapen för juniorer i Kaunas 2005, där hennes 1,82 räckte till en åttonde plats. Två år senare, vid U23-mästerskapen i Debrecen, kom hon fyra på 1,86. Samma år höjde hon sitt personbästa till 1,93.
Efter några år då hon bland annat drabbades av en fotskada och besvär med ett knä – och tidvis lät idrotten vila – bytte hon 2012 åter tränare till sin pojkvän och senare make Michał Lićwinko. Sommaren 2013 kom så en ny framgång, då hon hoppade 1,99 och därmed slog ett 29 år gammalt polskt rekord. En månad senare vann hon guld vid Universiaden på 1,96 och kort därpå tog hon en sjunde plats vid Världsmästerskapen i friidrott 2013 i Moskva.
Vid Inomhusvärldsmästerskapen i friidrott 2014 på "hemmaplan" i polska Sopot nådde hon sin allra största framgång, då hennes nya personbästa 2,00 räckte till en guldmedalj, som hon fick dela med ryskan Marija Kutjina. Medalj blev det även vid Europeiska inomhusmästerskapen i friidrott 2015 i Prag, där hon – efter att innan mästerskapet ha höjt sitt personliga rekord till 2,02 – kom trea på 1,94 efter segrande Kutjina och italienska Alessia Trost, som båda klarade 1,97. Vid Världsmästerskapen i friidrott 2015 i Peking hoppade hon högre, 1,99, men det räckte ändå bara till fjärde plats, sedan tre hoppare med Kutjina i spetsen klarat 2,01.
Vid Inomhusvärldsmästerskapen i friidrott 2016 i Portland lyckades hon inte försvara sin titel; hennes 1,96 räckte till tredje plats efter segrande Vashti Cunningham, och vid OS i Rio räckte hennes 1,93 bara till en nionde plats. Samma placering blev det vid Europeiska inomhusmästerskapen i friidrott 2017 i Belgrad  innan hon åter kunde bärga en pallplats vid VM i London 2017 där hennes 1,99 gav henne en bronsmedalj.
I februari 2018 meddelade Lićwinko att hon var gravid och skulle avsluta sin friidrottskarriär.

## Personliga rekord
- Utomhus: 1,99 (nationsrekord, 2013)
- Inomhus: 2.02 (nationsrekord, 2015)[3]

## Utmärkelser
- 2015  Polska statens förtjänstmedalj i guld.